# Acanthognathus stipulosus
Acanthognathus stipulosus är en myrart som beskrevs av Brown och Kempf 1969. Acanthognathus stipulosus ingår i släktet Acanthognathus och familjen myror. Inga underarter finns listade i Catalogue of Life.